# Capnolymma capreola
Capnolymma capreola är en skalbaggsart som beskrevs av Francis Polkinghorne Pascoe 1866. Capnolymma capreola ingår i släktet Capnolymma och familjen långhorningar. Inga underarter finns listade.